# Castello di Trémazan
Il castello di Trémazan è un castello in rovina ubicato a Landunvez.

## Storia e descrizione
Il castello di Trémazan, roccaforte della famiglia Chastel, venne edificato, secondo la tradizione, tra il IX e il X secolo, anche se diversi studi lo collocherebbero al XIV secolo: probabilmente, antecedente alla costruzione in pietra, esisteva un altro castello in legno. Costruito lungo il canale della Manica, sulle rive della baia di Portsall, su uno sperone roccioso, tra il villaggio di Kersaint e Trémazan, nella città di Landunvez, il castello, nel corso dei secoli, subì numerose modifiche strutturali per meglio adattarlo al progredire delle tecniche militari: tuttavia ricoprì sempre ruoli marginali durante le guerre.
Nel medioevo, tra il castello e la chiesa, si formò un villaggio con circa una dozzina di abitazioni. Con la fine della dinastia dei Chastel nel XVI secolo, passò in mano a diverse famiglie, come quella dei Scépeaux, dei Gondi, dei Cossé-Brissac, dei Penancoët de Kerouazle, dei Crozat e dei Gontaut-Biron. Nel XVIII la struttura venne abbandonata e venduta durante la rivoluzione francese. Parte delle pietre del castello furono utilizzate per la costruzione della chiesa di Saint-Louis e di un teatro a Brest. Nonostante fosse in rovina, l'ultimo abitante del castello fu, tra la fine del XIX e l'inizio del XX secolo, un povero soprannominato Napoleone, il quale viveva di beneficenza. Il 18 maggio 1926 è stato inserito nella lista dei monumenti storici.
Del castello resta una torre alta 28 metri, in parte crollata, dalla base quadrata e di un'altezza che in origine doveva arrivare ai 35 metri: internamente la torre è divisa in quattro piani, ognuno dei quali aveva la funzione di camera da letto.